# Moenkemeyera rarotongae
Moenkemeyera rarotongae är en bladmossart som beskrevs av Hugh Neville Dixon 1941. Moenkemeyera rarotongae ingår i släktet Moenkemeyera och familjen Fissidentaceae. Inga underarter finns listade i Catalogue of Life.